# 慈尊院 (草加市)
慈尊院（じそんいん）は、埼玉県草加市にある真言宗豊山派の寺院。

## 歴史
1562年（永禄4年）、秀基（または秀長）によって開山された。
現在、当院の入口は東側に設けられているが、近年（昭和末期）までは南に設けられており、本堂まで一直線に入ることができた。旧参道は墓地に至る通路となっている（旧入口は塞がれている）。

## 文化財
- 寛永十三年山王二十一仏庚申塔（草加市指定文化財 昭和56年1月31日指定）[2]

## 交通アクセス
- 草加駅より徒歩27分。